# Балка Бикова
Балка Бикова — балка (річка) в Україні у Кропивницькому районі Кіровоградської області. Ліва притока річки Громоклії (басейн Південного Бугу).

## Опис
Довжина балки приблизно 5,12 км, найкоротша відстань між витоком і гирлом — 5,07  км, коефіцієнт звивистості річки — 1,01 . Формується декількома струмками та загатами.

## Розташування
Бере початок у селі Західне. Тече переважно на південний схід і у селі Іванівка впадає у річку Громоклію, праву притоку Інгулу.

## Цікаві факти
- У XX столітті на балці існували природні джерела, молочно,-птахо-тваринні ферми (МТФ, ПТФ), газгольдер та газові свердловини[2].